# Vomper Loch

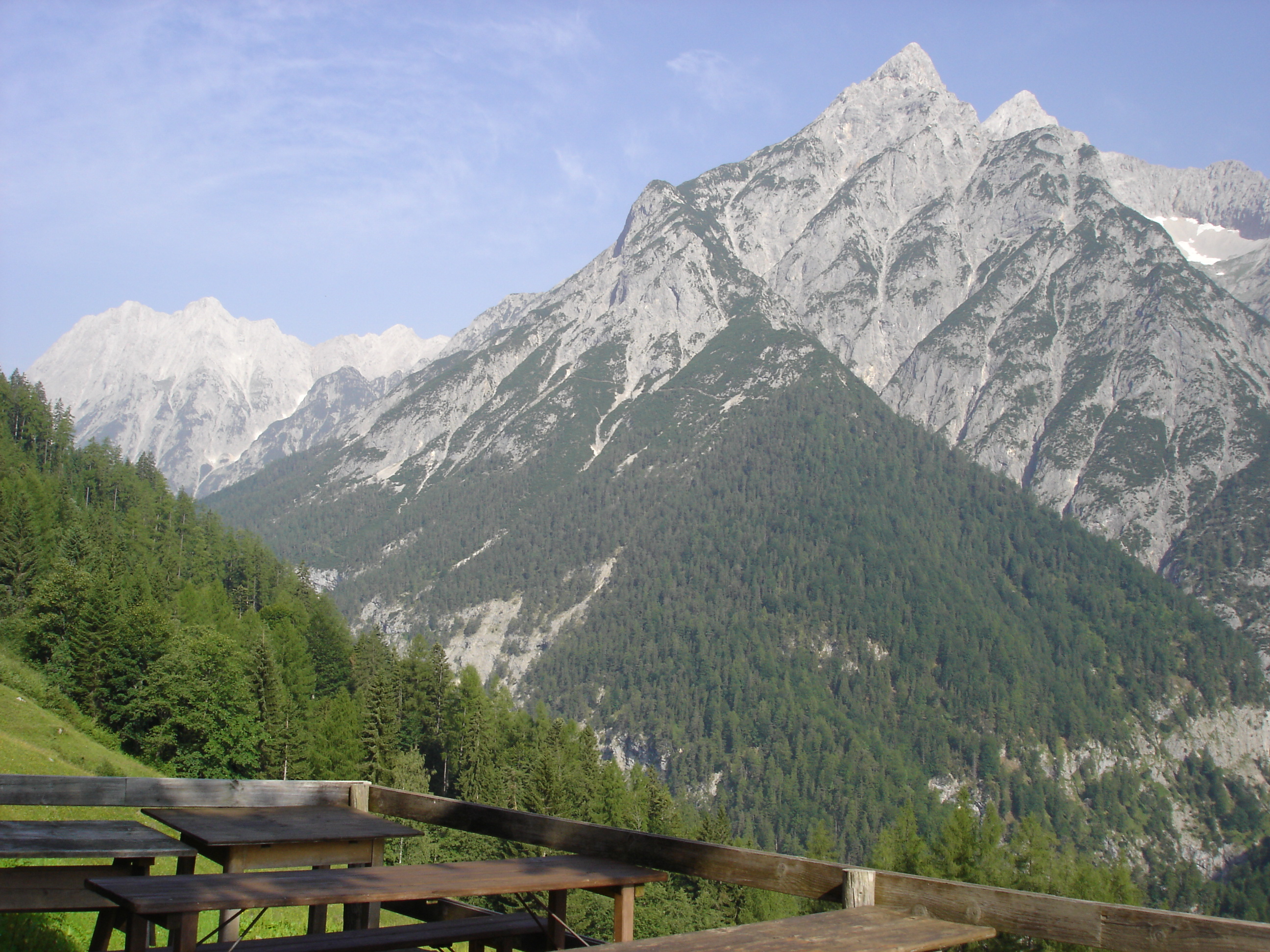
Blick von der Ganalm ins Vomper Loch, rechts die Huderbankspitze

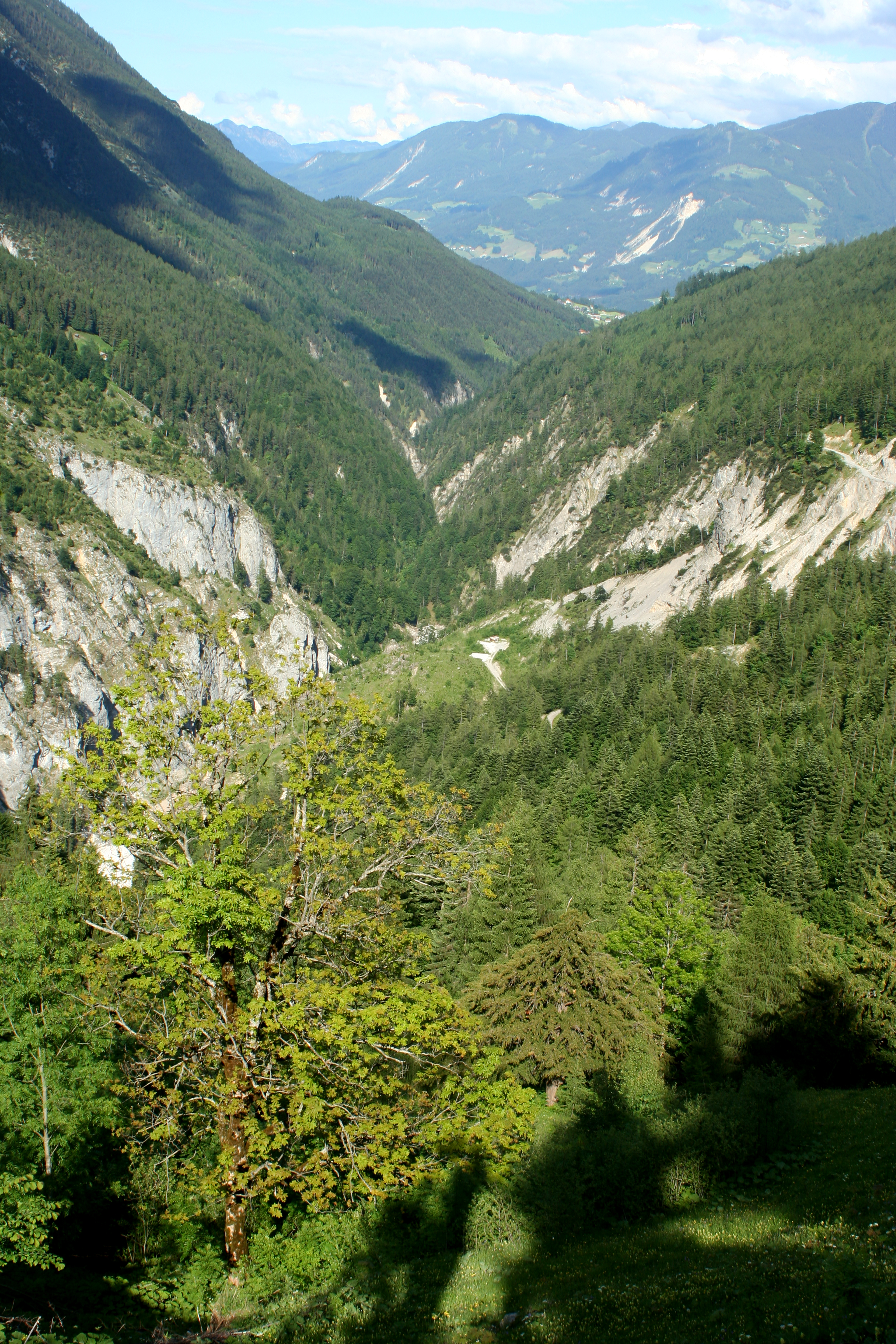
Blick von der Ganalm durch das Vomper Loch in Richtung Inntal

Das Vomper Loch, auch Vomperloch, ist ein 15 Kilometer langes Seitental des Inntals im österreichischen Bundesland Tirol. Es liegt im Karwendel zwischen der Gleirsch-Halltal-Kette und der Hinterautal-Vomper-Kette.
Das Tal, in dem der Stierschlagwald liegt, wird vom Vomper Bach durchflossen, der beim 1912 m ü. A. hoch gelegenen Überschalljoch entspringt und bei der Ortschaft Vomperbach (564 m ü. A.) in den Inn mündet. Der Bach hat sich zum Teil schluchtartig in den Talgrund eingeschnitten und transportiert viel Schotter, der am Talausgang abgebaut wird. Das Tal wird von einigen häufiger bestiegenen Gipfeln umrahmt wie Hundskopf, Großer Bettelwurf, der mit einer 1200 Meter hohen Nordwand in das Vomper Loch abfällt, sowie Lamsenspitze und Hochnissl.

## Touristische Nutzung
Das Tal ist wenig erschlossen und hat einen einsamen und rauen Charakter bewahrt. Straßen gibt es nur im vorderen Teil, wie etwa die bei Mountainbikern beliebte Forststraße vom Terfener Ortsteil Umlberg über die Ganalm (1190 m ü. A.) zur Walder Alm (1511 m ü. A.). Die Steige im Tal wie der Knappensteig zwischen der Walder Alm und dem Überschalljoch und der Weg durch das Zwerchloch zur Lamsenjochhütte werden relativ selten begangen.

## Wirtschaftliche Nutzung

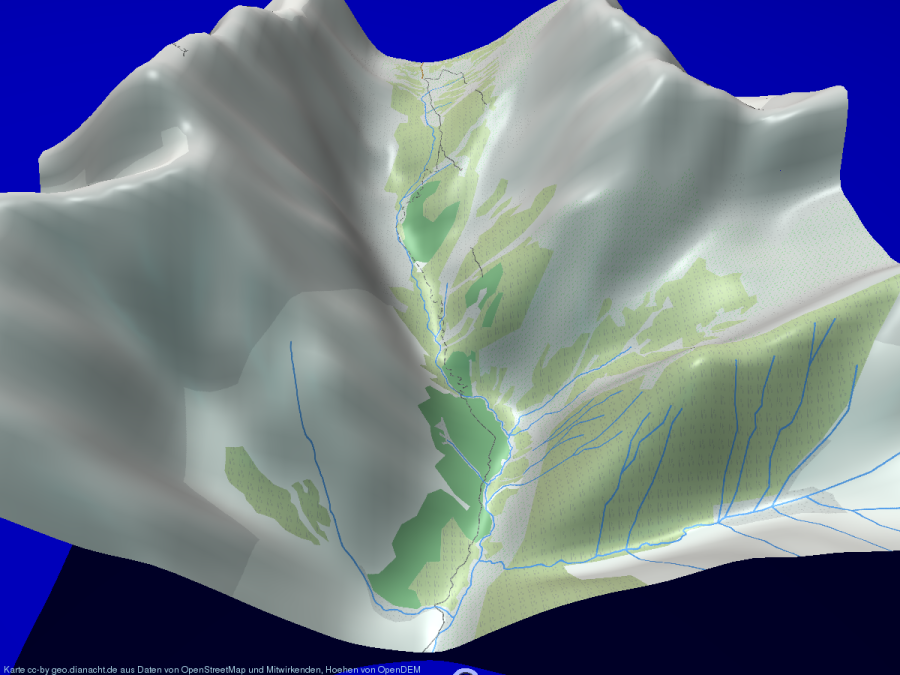
Digitales Höhenmodell des Tals.

Der Vomper Bach führt viel Schotter mit sich, deshalb befinden sich am Talausgang große Schotterabbaue. Von Seiten des Landes Tirol heißt es, dass der Schwemmkegelbereich des Vomper Bachs das vermutlich größte und hochwertigste Lockergesteinsvorkommen Tirols darstelle.
Das Wasser des Vomper Bachs und der Bollenbachquelle wird von den Stadtwerken Schwaz in zwei Kraftwerken zur Stromerzeugung genutzt. Die Kraftwerke erbringen insgesamt etwa 9 MW Leistung.
Da das Vomper Loch ein v-förmiges Tal mit sehr steilen und oft felsigen Flanken ist, bietet sich nur wenig Platz für Almwirtschaft. Auf der linken Talseite befindet sich die ehemalige Melansalm (1019 m ü. A.). Diese wird aber seit einigen Jahren nicht mehr als Alm, sondern nur mehr als Wildfütterung bewirtschaftet und ist durch eine Materialseilbahn mit der gegenüberliegenden Talseite verbunden. Das ehemalige Almgelände wächst zusehends zu. Auf der rechten Talseite liegt auf steilen Wiesenhängen die in den Sommermonaten bewirtschaftete Ganalm. Auf dem Rücken zwischen dem Vomper Loch und dem Inntal liegt die Walder Alm. Auch die forstwirtschaftlich nutzbaren Bereiche beschränken sich auf wenige Zonen im vorderen Talbereich.

## Bergbau
Im Mittelalter hat es von 1276 bis 1490 im Vomper Loch in kleinerem Umfang Bergbau gegeben, worauf unter anderem heute noch Bezeichnungen wie Knappenweg, Knappenhüttl oder Knappenwald hinweisen. Im hinteren Talbereich wurde in der östlichen Verlängerung des Lafatscher Bergbaugebietes im Wettersteinkalk silberhaltiger Bleiglanz abgebaut, unter anderem im Gebiet der Brantlrinne auf der Südseite des Rosslochkamms.

## Deserteure
Zum Ende des Zweiten Weltkrieges hielten sich bis zu 30 Personen im und um das Vomper Loch vor dem Zugriff der NS-Behörden versteckt. Ein Deserteurslager mit bis zu 20 Männern aus Terfens, Hall, Gnadenwald, Vomp, Volders, Innsbruck, Mieming und Thaur befand sich an einer unzugänglichen Stelle an der steil abfallenden Nordflanke. Sie hausten in drei Hütten. Nahrungsmittel erhielten die Deserteure von der heimischen Bevölkerung. Trotz intensiver Suche der NS-Behörden blieben die Männer unentdeckt.